# Jurij Sisikin
Jurij Fjodorovič Sisikin (* 15. května 1937 Saratov, Sovětský svaz) je bývalý sovětský a ruský sportovní šermíř, který se specializoval na šerm fleretem.
Sovětský svaz reprezentoval v padesátých a šedesátých letech. Jako sovětský reprezentant zastupoval saratovskou šermířskou školu, která spadala pod Ruskou SFSR. Na olympijských hrách startoval v roce 1960 v soutěži jednotlivců a družstev a v roce 1964, 1968 v soutěži družstev. V soutěži jednotlivců získal na olympijských hrách 1960 stříbrnou olympijskou medaili. Se sovětským družstvem fleretistů vybojoval dvě zlaté (1960, 1964) a jednu stříbrnou (1968) olympijskou medaili a celkem vybojoval s družstvem pět tituly mistrů světa (1959, 1961, 1962, 1965, 1966).